# Alfred Boisseau
Alfred Boisseau (Paris, 1823 - 1901) est un artiste avec la double nationalité canadienne et américaine. Il est connu comme peintre et photographe spécialisé dans la peinture de natifs nord-américains et occidentaux.
Jeune homme d'une vingtaine d'années, Boisseau a immigré aux États-Unis. Il s'est d'abord établi à La Nouvelle-Orléans, où son frère travaillait pour le consul de France. À l'exception d'une brève visite à Paris, il a vécu et travaillé en Amérique du Nord jusqu'à la fin de ses jours.  À partir de 1848, Boisseau vit et travaille à New York, puis à Cleveland.  En 1860, il s'installe à Montréal et plus tard au Manitoba.

## Biographie
Alfred Boisseau est né à Paris, en France. Il avait un frère aîné qui a ensuite servi au sein du gouvernement et du corps diplomatique.  S'intéressant à l'art, Boisseau étudie avec Paul Delaroche, artiste parisien à la mode dont le style combine le néo-classicisme et le romantisme.
Au début de la vingtaine, Boisseau s'installe de 1845 à 1847 à La Nouvelle-Orléans, en Louisiane, alors que son frère était secrétaire du consul de France. Boisseau a peint ses premières œuvres sur des thèmes amérindiens - principalement des membres de la nation Choctaw qui étaient historiquement basés en Louisiane et au Mississippi. De retour à Paris, il expose au Salon de Paris de 1848 son tableau intitulé Indiens de la Louisiane marchant le long d'un bayou (1847), qui fait partie de la collection permanente du musée d'art de La Nouvelle-Orléans. Après cela, Boisseau a regagné les États-Unis pour s’installer à New York. Là, il a enseigné l'art de 1849 à 1852.
En 1852, Boisseau travaille comme daguerréotypiste à Cleveland. Il a également fait de la publicité en tant que peintre de portraits et de paysages, professeur d'art et marchand d'art.
En 1860, il s'installe au Canada où il ouvre successivement trois studios photographiques à Montréal. Pendant qu'il travaille comme secrétaire et bibliographe à l'Institut canadien de Montréal, il réalise plusieurs peintures.
Vers la fin de sa vie, il s'installe dans l'ouest du Canada où il ouvre un studio à Brandon au Manitoba. Là, il réalise des peintures d'amérindiens des Plaines. Il rentre aux États-Unis et décède à Buffalo en 1901. Il est enterré là-bas.

## Musées et collections publiques
- La Descente en traîne sauvage, 1881, don de Maurice Corbeil[4], Musée national des beaux-arts du Québec
- Des cochers à Montréal se disputent un client, 1883, Musée des beaux-arts de Montréal
- Gracieuse Molliere Akinson, 1849, Université d'État de Louisiane[5]
- Henri Boisseau, 1867, Musée des beaux-arts de Montréal
- Indiens de la Louisiane marchant le long d'un bayou, 1847, Musée d'art de La Nouvelle-Orléans
- Julie Bruneau Papineau, 1872, Bibliothèque et archives Canada
- Louis-Joseph-Amédée Papineau, 1872, Bibliothèque et archives Canada
- Louis-Joseph Papineau, 1871, Bibliothèque et archives Canada
- Louis-Joseph Papineau, 1871, Musée national des beaux-arts du Québec
- Mgr. Joseph Signay, 1882, Univers Saint-Sulpice
- Portrait de Félix-Gabriel Marchand, 1862, Musée des beaux-arts de Montréal
- Portrait de femme, 1876, Musée d'art de Joliette
- Portrait d'homme, 1876, Musée d'art de Joliette
- Portrait d'homme, 1887, Musée national des beaux-arts du Québec
- William Atkinson, 1859, Université d'État de Louisiane[6]

## Galerie

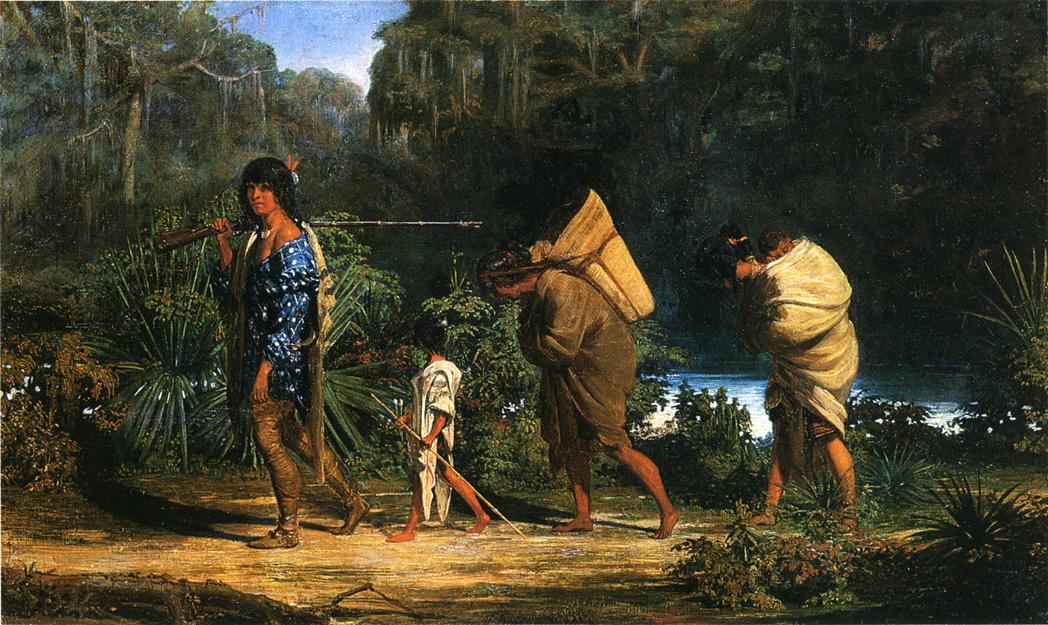
Indiens de Louisiane marchant le long d'un bayou, huile sur toile, 1847, Musée d'Art de La Nouvelle-Orléans.
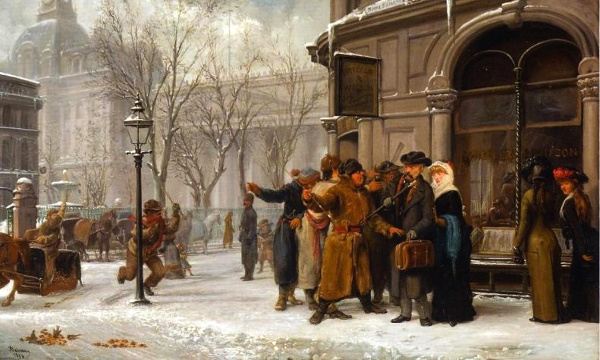
Scène de rue de Montréal, huile sur toile, 1890.
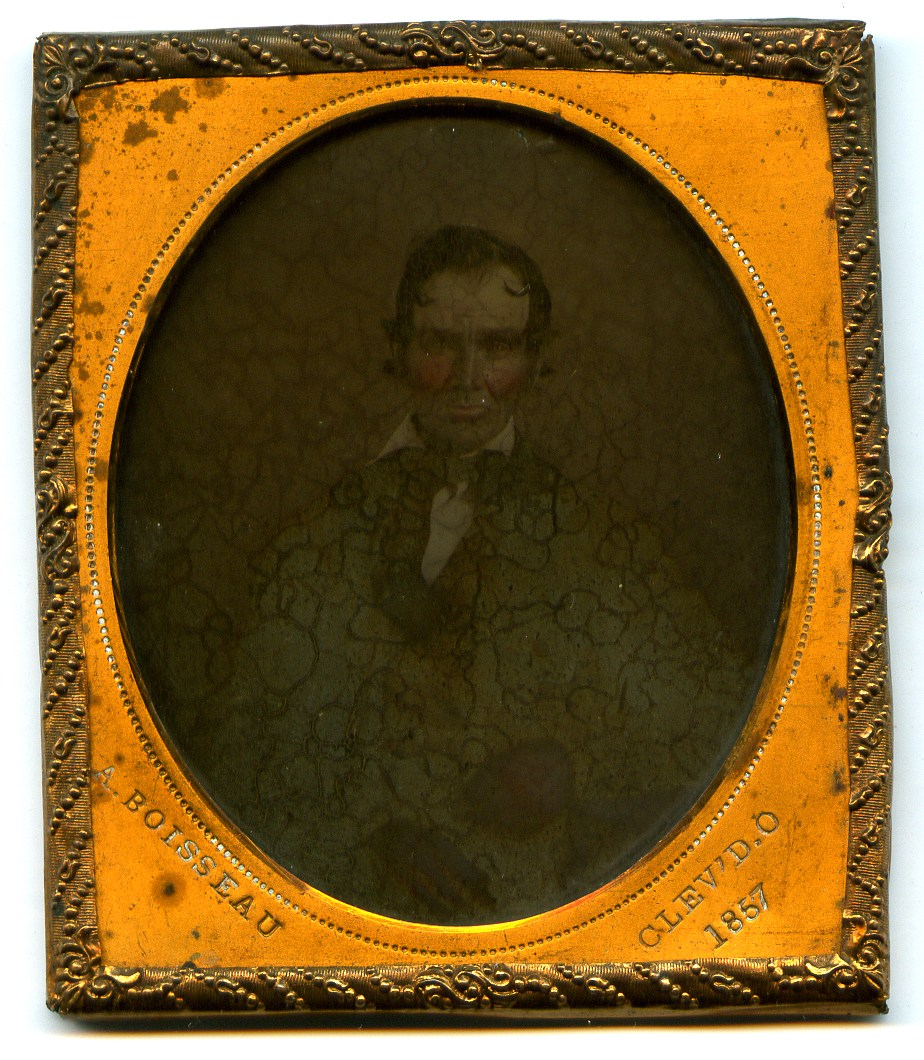
Un portrait au daguerréotype, Cleveland, 1857.
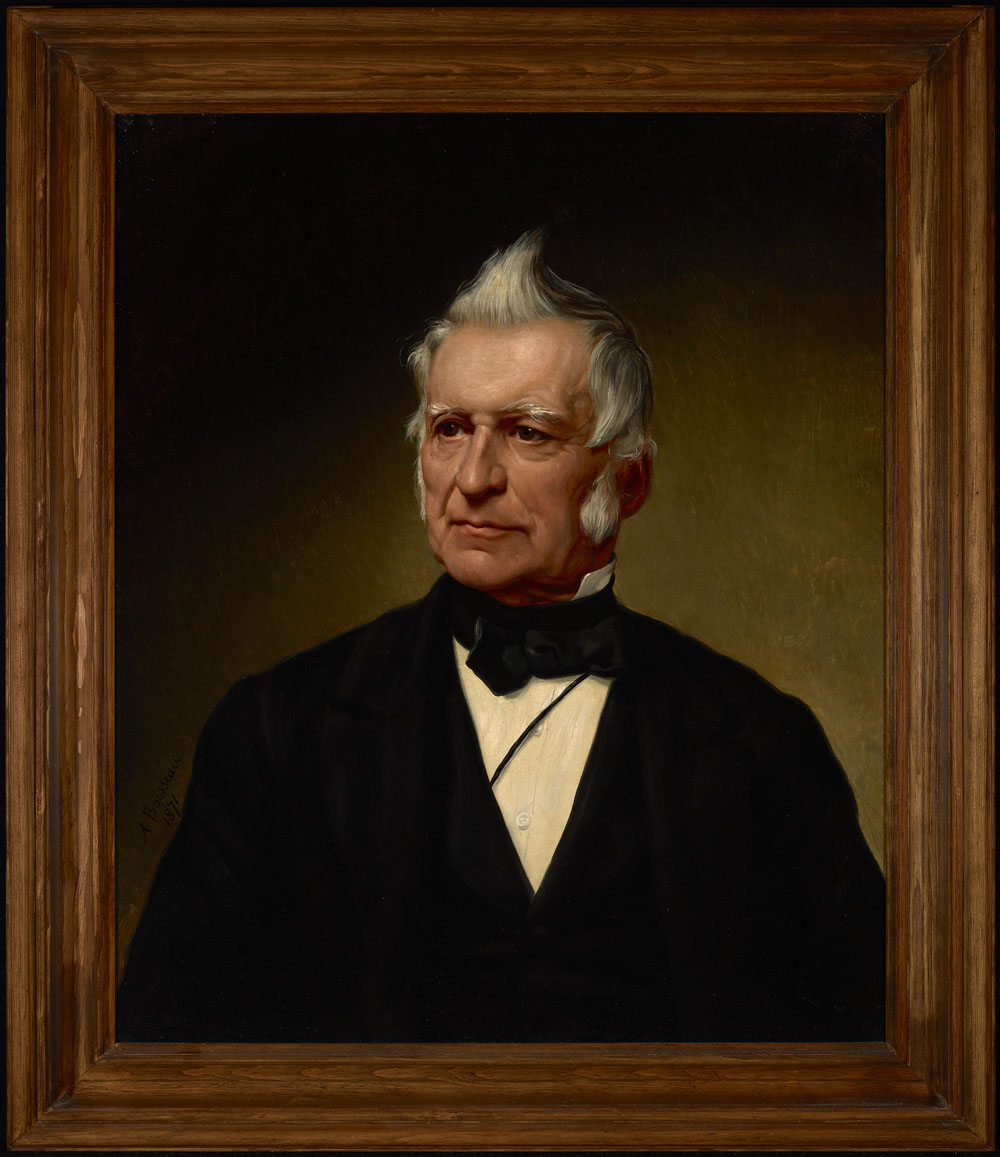
Portrait de Louis-Joseph Papineau, huile sur toile, 1871, Musée national des beaux-arts du Québec.
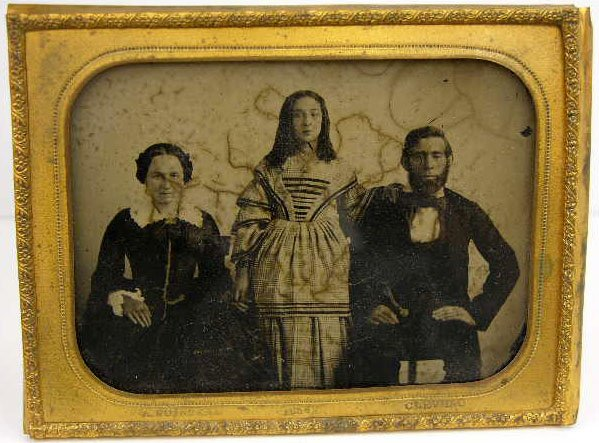
Une famille de Cleveland, ambrotype, 1856.